# 鹿嶋市花火大会
鹿嶋市花火大会（かしましはなびたいかい）は、茨城県鹿嶋市の北浦湖畔で開催されている花火大会である。毎年8月下旬に開催されている。

## 概要
約12,000発の花火が打ち上げられる。毎年約20万人の観客が訪れる。
フィナーレの1000連発の花火が打ち上げが見どころとなっている。
当日は会場周辺で交通規制が行われ、神宮橋・新神宮橋からの観覧は禁止されている。

## ラジオ中継
- 大会の模様はFMかしまで中継される。

## 交通アクセス
- JR鹿島線・鹿島臨海鉄道大洗鹿島線鹿島神宮駅下車。無料シャトルバスで約10分
- カシマサッカースタジアムより無料シャトルバス運行